# Parangitia mosaica
Parangitia mosaica är en fjärilsart som beskrevs av Dyar 1914. Parangitia mosaica ingår i släktet Parangitia och familjen nattflyn. Inga underarter finns listade i Catalogue of Life.